# Stadsschouwburg Haarlem

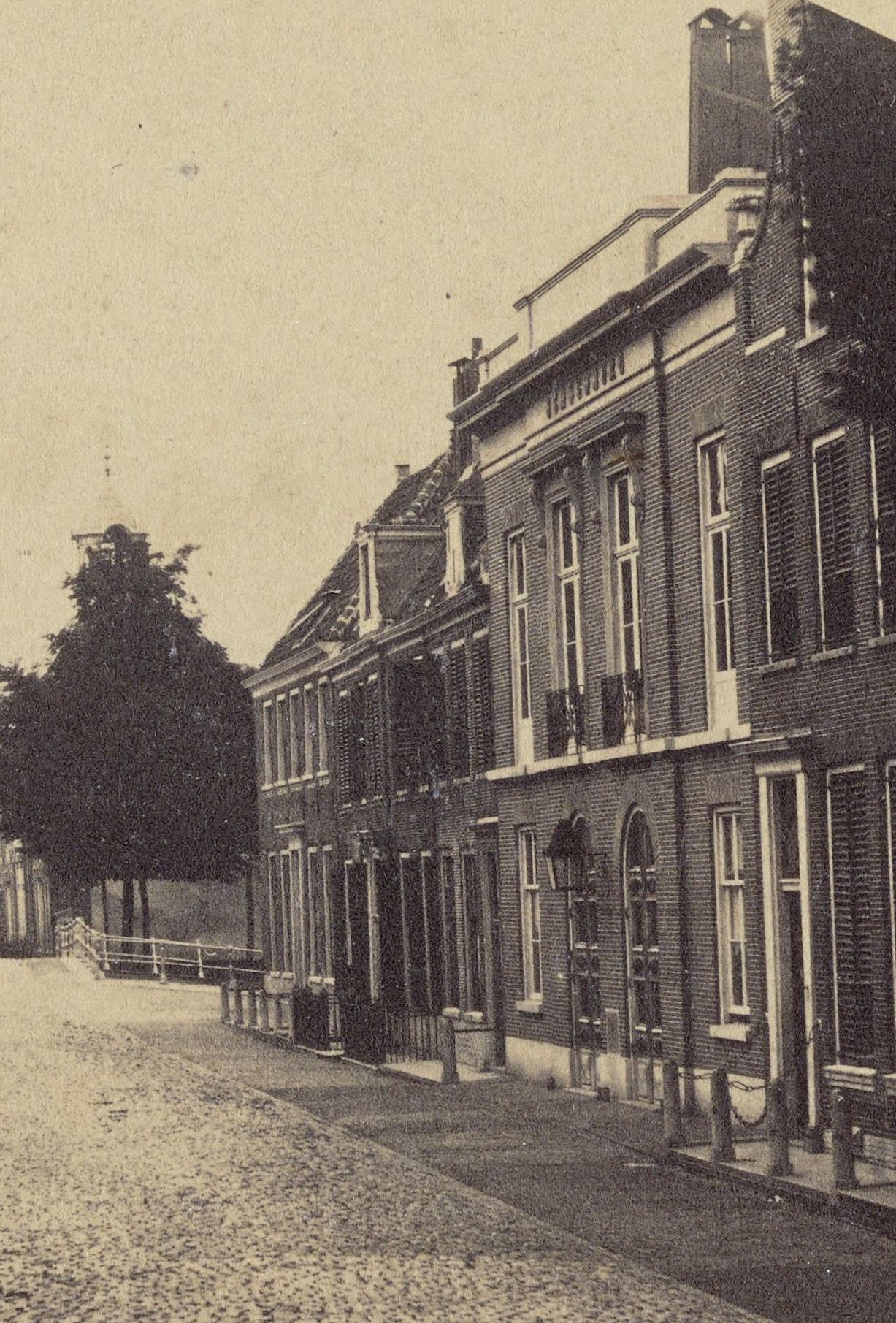
Schouwburg Jansweg voor 1867

De Stadsschouwburg Haarlem is een schouwburg en rijksmonument aan het Wilsonsplein in het centrum van Haarlem. De bouwstijl van het gebouw is die van de neorenaissance, maar dan in de Hollandse variant. Kenmerken ervan zijn onder andere trapgevels, speklagen, horizontale lijnen, blokken en kruiskozijnen. Het ontwerp is van architect J.A.G. van der Steur.
De nieuwbouw verving de in 1849 opgerichte schouwburg aan de Jansweg. Het gebouw werd gefinancierd door een destijds anonieme geldgever, J. Knol van de Deli maatschappij.

## Gebruik
Op 30 september 1918 opende de Stadsschouwburg met een stuk van Frederik van Eeden dat hij speciaal voor die gelegenheid had geschreven: De Heks van Haarlem. De directie van de in 1919 opgerichte Het Schouwtooneel van Ko van Dijk sr. kreeg onderdak in de schouwburg, ze speelden er hun eerste stuk: Het wederzijds huwelijksbedrog van de Haarlemmer Pieter Langendijk. Ook Maskerade en Evenaar, de eerste en derde musicalproductie van Jos Brink en zijn partner Frank Sanders, gingen er in première. 

## Renovatie
In 2003 sloot de schouwburg voor een dringend noodzakelijk geworden renovatie. Bij de heropening in 2008 door prinses Maxima, speelde het stuk Batte, een eigenwijze musical van Ad de Bont. Erick van Egeraat is de architect van de renovatie en uitbreiding. De schilderijencollectie van de schouwburg kreeg ook weer een plaats. Het gebouw heeft sinds de vernieuwing een totale oppervlakte van 7.370 m².